# Макарино (Лющикская волость)
Макарино — деревня в Бежаницком районе Псковской области. Входит в состав сельского поселения муниципальное образование «Лющикская волость».
Расположена в 12 км к северо-западу от райцентра Бежаницы.
Численность населения по оценке на 2000 год составляла 21 житель.